# Tour de Suisse Women 2021
Tour de Suisse Women 2021 var den første udgave af det schweiziske etapeløb Tour de Suisse Women. Cykelløbets to etaper blev kørt omkring Frauenfeld fra 5. til 6. juni 2021. Løbet var ikke en del af UCI Women's World Tour, men på den lavere rangerende internationale UCI-kalender for kvinder.
Samlet vinder blev britiske Lizzie Deignan fra Trek-Segafredo.

## Etaperne
| Etape    | Dato    | Start – Mål             | type              | Afstand (km) | Elevation (m) | Etapevinder       | Førende rytter |
| -------- | ------- | ----------------------- | ----------------- | ------------ | ------------- | ----------------- | -------------- |
| 1. etape | 5. jun. | Frauenfeld – Frauenfeld | middel bjergetape | 115,13       | 1.367 m       | Elise Chabbey     | Elise Chabbey  |
| 2. etape | 6. jun. | Frauenfeld – Frauenfeld | flad etape        | 97,72        | 297 m         | Marta Bastianelli | Lizzie Deignan |

### 1. etape
| Frauenfeld - Frauenfeld | middel bjergetape | (115,13 km) |

| \| Etaperesultat \| Etaperesultat \| Etaperesultat \| Etaperesultat \| Etaperesultat \| \| Rytter \| Rytter \| Hold \| Tid \| \| \| ------------- \| ---------------- \| ----------------------------- \| ------------- \| ------------- \| \| 1. \| Elise Chabbey \| Canyon-SRAM Racing \| 3t 01' 25" \| \| \| 2. \| Lizzie Deignan \| Trek-Segafredo \| + 0" \| \| \| 3. \| Marlen Reusser \| Alé BTC Ljubljana \| + 24" \| \| \| 4. \| Jolanda Neff \| Schweiz \| + 32" \| \| \| 5. \| Mikayla Harvey \| Canyon-SRAM Racing \| + 37" \| \| \| 6. \| Lucinda Brand \| Trek-Segafredo \| + 4' 22" \| \| \| 7. \| Tatiana Guderzo \| Alé BTC Ljubljana \| + 4' 22" \| \| \| 8. \| Erica Magnaldi \| Ceratizit-WNT Pro Cycling \| + 4' 22" \| \| \| 9. \| Sina Frei \| Schweiz \| + 4' 22" \| \| \| 10. \| Letizia Borghesi \| Aromitalia-Basso Bikes-Vaiano \| + 4' 22" \| \| |                  |                               |            |
| |                  |                               |            |
| Kilde: ProCyclingStats |                  |                               |            |
| Etaperesultat |                  |                               |            |
| Rytter | Rytter           | Hold                          | Tid        |
| 1. | Elise Chabbey    | Canyon-SRAM Racing            | 3t 01' 25" |
| 2. | Lizzie Deignan   | Trek-Segafredo                | + 0"       |
| 3. | Marlen Reusser   | Alé BTC Ljubljana             | + 24"      |
| 4. | Jolanda Neff     | Schweiz                       | + 32"      |
| 5. | Mikayla Harvey   | Canyon-SRAM Racing            | + 37"      |
| 6. | Lucinda Brand    | Trek-Segafredo                | + 4' 22"   |
| 7. | Tatiana Guderzo  | Alé BTC Ljubljana             | + 4' 22"   |
| 8. | Erica Magnaldi   | Ceratizit-WNT Pro Cycling     | + 4' 22"   |
| 9. | Sina Frei        | Schweiz                       | + 4' 22"   |
| 10. | Letizia Borghesi | Aromitalia-Basso Bikes-Vaiano | + 4' 22"   |

| \| Samlede stilling \| Samlede stilling \| Samlede stilling \| Samlede stilling \| Samlede stilling \| \| Rytter \| Rytter \| Hold \| Tid \| \| \| ---------------- \| ---------------- \| ----------------------------- \| ---------------- \| ---------------- \| \| 1. \| Elise Chabbey \| Canyon-SRAM Racing \| 3t 01' 12" \| \| \| 2. \| Lizzie Deignan \| Trek-Segafredo \| + 4" \| \| \| 3. \| Marlen Reusser \| Alé BTC Ljubljana \| + 33" \| \| \| 4. \| Jolanda Neff \| Schweiz \| + 43" \| \| \| 5. \| Mikayla Harvey \| Canyon-SRAM Racing \| + 50" \| \| \| 6. \| Lucinda Brand \| Trek-Segafredo \| + 4' 33" \| \| \| 7. \| Tatiana Guderzo \| Alé BTC Ljubljana \| + 4' 35" \| \| \| 8. \| Erica Magnaldi \| Ceratizit-WNT Pro Cycling \| + 4' 35" \| \| \| 9. \| Sina Frei \| Schweiz \| + 4' 35" \| \| \| 10. \| Letizia Borghesi \| Aromitalia-Basso Bikes-Vaiano \| + 4' 35" \| \| |                  |                               |            |
| |                  |                               |            |
| Kilde: ProCyclingStats |                  |                               |            |
| Samlede stilling |                  |                               |            |
| Rytter | Rytter           | Hold                          | Tid        |
| 1. | Elise Chabbey    | Canyon-SRAM Racing            | 3t 01' 12" |
| 2. | Lizzie Deignan   | Trek-Segafredo                | + 4"       |
| 3. | Marlen Reusser   | Alé BTC Ljubljana             | + 33"      |
| 4. | Jolanda Neff     | Schweiz                       | + 43"      |
| 5. | Mikayla Harvey   | Canyon-SRAM Racing            | + 50"      |
| 6. | Lucinda Brand    | Trek-Segafredo                | + 4' 33"   |
| 7. | Tatiana Guderzo  | Alé BTC Ljubljana             | + 4' 35"   |
| 8. | Erica Magnaldi   | Ceratizit-WNT Pro Cycling     | + 4' 35"   |
| 9. | Sina Frei        | Schweiz                       | + 4' 35"   |
| 10. | Letizia Borghesi | Aromitalia-Basso Bikes-Vaiano | + 4' 35"   |

### 2. etape
| Frauenfeld - Frauenfeld | flad etape | (97,72 km) |

| \| Etaperesultat \| Etaperesultat \| Etaperesultat \| Etaperesultat \| Etaperesultat \| \| Rytter \| Rytter \| Hold \| Tid \| \| \| ------------- \| ------------------- \| ---------------------------------- \| ------------- \| ------------- \| \| 1. \| Marta Bastianelli \| Alé BTC Ljubljana \| 2t 13' 31" \| \| \| 2. \| Tereza Neumanová \| World Cycling Centre \| + 0" \| \| \| 3. \| Hannah Barnes \| Canyon-SRAM Racing \| + 0" \| \| \| 4. \| Linda Indergand \| Schweiz \| + 0" \| \| \| 5. \| Eugénie Duval \| FDJ-Nouvelle Aquitaine-Futuroscope \| + 0" \| \| \| 6. \| Lara Vieceli \| Ceratizit-WNT Pro Cycling \| + 0" \| \| \| 7. \| Nina Buysman \| Parkhotel Valkenburg \| + 0" \| \| \| 8. \| Katia Ragusa \| A.R. Monex Women's \| + 0" \| \| \| 9. \| Alice Maria Arzuffi \| Valcar-Travel & Service \| + 0" \| \| \| 10. \| Clara Copponi \| FDJ-Nouvelle Aquitaine-Futuroscope \| + 6" \| \| |                     |                                    |            |
| |                     |                                    |            |
| Kilde: ProCyclingStats |                     |                                    |            |
| Etaperesultat |                     |                                    |            |
| Rytter | Rytter              | Hold                               | Tid        |
| 1. | Marta Bastianelli   | Alé BTC Ljubljana                  | 2t 13' 31" |
| 2. | Tereza Neumanová    | World Cycling Centre               | + 0"       |
| 3. | Hannah Barnes       | Canyon-SRAM Racing                 | + 0"       |
| 4. | Linda Indergand     | Schweiz                            | + 0"       |
| 5. | Eugénie Duval       | FDJ-Nouvelle Aquitaine-Futuroscope | + 0"       |
| 6. | Lara Vieceli        | Ceratizit-WNT Pro Cycling          | + 0"       |
| 7. | Nina Buysman        | Parkhotel Valkenburg               | + 0"       |
| 8. | Katia Ragusa        | A.R. Monex Women's                 | + 0"       |
| 9. | Alice Maria Arzuffi | Valcar-Travel & Service            | + 0"       |
| 10. | Clara Copponi       | FDJ-Nouvelle Aquitaine-Futuroscope | + 6"       |

## Samlede stilling
| \| Samlede stilling \| Samlede stilling \| Samlede stilling \| Samlede stilling \| Samlede stilling \| \| Rytter \| Rytter \| Hold \| Tid \| \| \| ---------------- \| ---------------- \| ----------------------------- \| ---------------- \| ---------------- \| \| 1. \| Lizzie Deignan \| Trek-Segafredo \| 5t 14' 48" \| \| \| 2. \| Elise Chabbey \| Canyon-SRAM Racing \| + 1" \| \| \| 3. \| Marlen Reusser \| Alé BTC Ljubljana \| + 34" \| \| \| 4. \| Jolanda Neff \| Schweiz \| + 44" \| \| \| 5. \| Mikayla Harvey \| Canyon-SRAM Racing \| + 51" \| \| \| 6. \| Lucinda Brand \| Trek-Segafredo \| + 4' 31" \| \| \| 7. \| Letizia Borghesi \| Aromitalia-Basso Bikes-Vaiano \| + 4' 36" \| \| \| 8. \| Tatiana Guderzo \| Alé BTC Ljubljana \| + 4' 36" \| \| \| 9. \| Erica Magnaldi \| Ceratizit-WNT Pro Cycling \| + 4' 36" \| \| \| 10. \| Sina Frei \| Schweiz \| + 4' 36" \| \| |                  |                               |            |
| |                  |                               |            |
| Kilde: ProCyclingStats |                  |                               |            |
| Samlede stilling |                  |                               |            |
| Rytter | Rytter           | Hold                          | Tid        |
| 1. | Lizzie Deignan   | Trek-Segafredo                | 5t 14' 48" |
| 2. | Elise Chabbey    | Canyon-SRAM Racing            | + 1"       |
| 3. | Marlen Reusser   | Alé BTC Ljubljana             | + 34"      |
| 4. | Jolanda Neff     | Schweiz                       | + 44"      |
| 5. | Mikayla Harvey   | Canyon-SRAM Racing            | + 51"      |
| 6. | Lucinda Brand    | Trek-Segafredo                | + 4' 31"   |
| 7. | Letizia Borghesi | Aromitalia-Basso Bikes-Vaiano | + 4' 36"   |
| 8. | Tatiana Guderzo  | Alé BTC Ljubljana             | + 4' 36"   |
| 9. | Erica Magnaldi   | Ceratizit-WNT Pro Cycling     | + 4' 36"   |
| 10. | Sina Frei        | Schweiz                       | + 4' 36"   |

## Hold og ryttere
| UCI Women's WorldTeams (4)- Alé BTC Ljubljana - Canyon-SRAM Racing - FDJ-Nouvelle Aquitaine-Futuroscope - Trek-Segafredo UCI Women's Kontinentalhold (9)- A.R. Monex - Andy Schleck-CP NVST-Immo Losch - Aromitalia-Basso Bikes-Vaiano - Ceratizit-WNT Pro Cycling - Cogeas-Mettler-Look Pro Cycling Team - Macogep Tornatech Girondins de Bordeaux - Parkhotel Valkenburg - Stade Rochelais Charente-Maritime Women Cycling - Valcar-Travel & Service UCI Women's Kontinentalhold- Burgos Alimenta Women Cycling Sport Landshold- Schweiz Amatørkvindehold (2)- BeCycling Regional Team - Velo 67 |
| |

## Startliste
| Trek-Segafredo TFS | Trek-Segafredo TFS                   | Trek-Segafredo TFS |
| ------------------ | ------------------------------------ | ------------------ |
| Nr.                | Rytter                               | Placering          |
| 1                  | Lizzie Deignan (GBR)                 | 1.                 |
| 2                  | Lucinda Brand (NED)                  | 6.                 |
| 3                  | Audrey Cordon-Ragot (FRA) (landevej) | 36.                |
| 4                  | Elynor Bäckstedt (GBR)               | 72.                |
| 5                  | Letizia Paternoster (ITA)            | 58.                |
| 6                  | Trixi Worrack (GER)                  | 50.                |

| Canyon-SRAM Racing CSR | Canyon-SRAM Racing CSR         | Canyon-SRAM Racing CSR |
| ---------------------- | ------------------------------ | ---------------------- |
| Nr.                    | Rytter                         | Placering              |
| 11                     | Elise Chabbey (SUI) (landevej) | 2.                     |
| 12                     | Hannah Barnes (GBR)            | 14.                    |
| 13                     | Ella Harris (NZL)              | 40.                    |
| 14                     | Mikayla Harvey (NZL)           | 5.                     |
| 15                     | Hannah Ludwig (GER)            | 35.                    |
| 16                     | Alexis Ryan (USA)              | 18.                    |

| FDJ-Nouvelle Aquitaine-Futuroscope FDJ | FDJ-Nouvelle Aquitaine-Futuroscope FDJ | FDJ-Nouvelle Aquitaine-Futuroscope FDJ |
| -------------------------------------- | -------------------------------------- | -------------------------------------- |
| Nr.                                    | Rytter                                 | Placering                              |
| 21                                     | Stine Borgli (NOR)                     | 34.                                    |
| 22                                     | Eugénie Duval (FRA)                    | 17.                                    |
| 23                                     | Clara Copponi (FRA)                    | 56.                                    |
| 24                                     | Victorie Guilman (FRA)                 | 42.                                    |
| 25                                     | Marie Le Net (FRA)                     | 24.                                    |
| 26                                     | Jade Wiel (FRA)                        | 60.                                    |

| Ceratizit-WNT Pro Cycling WNT | Ceratizit-WNT Pro Cycling WNT   | Ceratizit-WNT Pro Cycling WNT |
| ----------------------------- | ------------------------------- | ----------------------------- |
| Nr.                           | Rytter                          | Placering                     |
| 31                            | Laura Asencio (FRA)             | 32.                           |
| 32                            | Franziska Brauße (GER)          | 59.                           |
| 33                            | Maria Giulia Confalonieri (ITA) | 21.                           |
| 34                            | Sarah Rijkes (AUT)              | 66.                           |
| 35                            | Erica Magnaldi (ITA)            | 9.                            |
| 36                            | Lara Vieceli (ITA)              | 54.                           |

| Alé BTC Ljubljana ALE | Alé BTC Ljubljana ALE   | Alé BTC Ljubljana ALE |
| --------------------- | ----------------------- | --------------------- |
| Nr.                   | Rytter                  | Placering             |
| 41                    | Marlen Reusser (SUI)    | 3.                    |
| 42                    | Tatiana Guderzo (ITA)   | 8.                    |
| 43                    | Alessia Patuelli (ITA)  | DNF-2                 |
| 44                    | Marta Bastianelli (ITA) | 12.                   |
| 45                    | Anna Trevisi (ITA)      | 25.                   |

| Valcar-Travel & Service VAL | Valcar-Travel & Service VAL | Valcar-Travel & Service VAL |
| --------------------------- | --------------------------- | --------------------------- |
| Nr.                         | Rytter                      | Placering                   |
| 51                          | Martina Alzini (ITA)        | 55.                         |
| 52                          | Alice Maria Arzuffi (ITA)   | 20.                         |
| 53                          | Eleonora Gasparrini (ITA)   | 22.                         |
| 54                          | Barbara Malcotti (ITA)      | 48.                         |
| 55                          | Federica Piergiovanni (ITA) | 44.                         |
| 56                          | Elena Pirrone (ITA)         | 45.                         |

| A.R. Monex Women's ASA | A.R. Monex Women's ASA        | A.R. Monex Women's ASA |
| ---------------------- | ----------------------------- | ---------------------- |
| Nr.                    | Rytter                        | Placering              |
| 62                     | Ariadna Gutiérrez (MEX)       | 43.                    |
| 63                     | Katia Ragusa (ITA)            | 19.                    |
| 65                     | Maria Vittoria Sperotto (ITA) | 68.                    |
| 66                     | Jade Teolis (FRA)             | DNF-2                  |

| Parkhotel Valkenburg PHV | Parkhotel Valkenburg PHV | Parkhotel Valkenburg PHV |
| ------------------------ | ------------------------ | ------------------------ |
| Nr.                      | Rytter                   | Placering                |
| 71                       | Nina Buysman (NED)       | 15.                      |
| 72                       | Belle De Gast (NED)      | 61.                      |
| 73                       | Femke Gerritse (NED)     | 47.                      |
| 74                       | Pien Limpens (NED)       | 39.                      |
| 75                       | Marit Raaijmakers (NED)  | 37.                      |
| 76                       | Julia Van Bokhoven (NED) | 64.                      |

| Stade Rochelais Charente-Maritime CMW | Stade Rochelais Charente-Maritime CMW | Stade Rochelais Charente-Maritime CMW |
| ------------------------------------- | ------------------------------------- | ------------------------------------- |
| Nr.                                   | Rytter                                | Placering                             |
| 81                                    | Noémie Abgrall (FRA)                  | DNF-2                                 |
| 82                                    | Coralie Demay (FRA)                   | 53.                                   |
| 83                                    | Séverine Eraud (FRA)                  | DNF-1                                 |
| 85                                    | Melanie Maurer (SUI)                  | DNS-2                                 |
| 86                                    | Noemi Rüegg (SUI)                     | 28.                                   |

| Cogeas-Mettler-Look Pro Cycling Team CGS | Cogeas-Mettler-Look Pro Cycling Team CGS | Cogeas-Mettler-Look Pro Cycling Team CGS |
| ---------------------------------------- | ---------------------------------------- | ---------------------------------------- |
| Nr.                                      | Rytter                                   | Placering                                |
| 91                                       | Hannah Buch (GER)                        | 70.                                      |
| 92                                       | Tamara Dronova-Balabolina (RUS)          | 23.                                      |
| 93                                       | Ajgul Garejeva (RUS)                     | 52.                                      |
| 94                                       | Thalea Mäder (GER)                       | DNF-1                                    |
| 96                                       | Olga Sabelinskaja (UZB)                  | 11.                                      |

| World Cycling Centre WCC | World Cycling Centre WCC  | World Cycling Centre WCC |
| ------------------------ | ------------------------- | ------------------------ |
| Nr.                      | Rytter                    | Placering                |
| 101                      | Antri Christoforou (CYP)  | DNF-2                    |
| 102                      | Nicole Hanselmann (SUI)   | 65.                      |
| 103                      | Małgorzata Jasińska (POL) | 46.                      |
| 104                      | Tereza Neumanová (CZE)    | 13.                      |
| 105                      | Luciana Roland (ARG)      | DNF-1                    |
| 106                      | Alessia Vigilia (ITA)     | 63.                      |

| Andy Schleck-CP NVST-Immo Losch ASC | Andy Schleck-CP NVST-Immo Losch ASC | Andy Schleck-CP NVST-Immo Losch ASC |
| ----------------------------------- | ----------------------------------- | ----------------------------------- |
| Nr.                                 | Rytter                              | Placering                           |
| 111                                 | Michelle Andres (SUI)               | 74.                                 |
| 112                                 | Fabienne Buri (SUI)                 | DNF-2                               |
| 113                                 | Georgia Danford (AUS)               | DNF-2                               |
| 114                                 | Désirée Ehrler (SUI)                | DNF-2                               |
| 115                                 | Léna Mettraux (SUI)                 | 57.                                 |
| 116                                 | Sandra Weiss (SUI)                  | DNF-2                               |

| Aromitalia-Basso Bikes-Vaiano VAI | Aromitalia-Basso Bikes-Vaiano VAI | Aromitalia-Basso Bikes-Vaiano VAI |
| --------------------------------- | --------------------------------- | --------------------------------- |
| Nr.                               | Rytter                            | Placering                         |
| 121                               | Letizia Borghesi (ITA)            | 7.                                |
| 122                               | Inga Čilvinaitė (LTU)             | 41.                               |
| 123                               | Rasa Leleivytė (LTU)              | 26.                               |
| 124                               | Giulia Marchesini (ITA)           | DNF-2                             |
| 125                               | Valentina Scandolara (ITA)        | DNF-2                             |
| 126                               | Gemma Sernissi (ITA)              | DNF-2                             |

| Macogep Tornatech MTG | Macogep Tornatech MTG   | Macogep Tornatech MTG |
| --------------------- | ----------------------- | --------------------- |
| Nr.                   | Rytter                  | Placering             |
| 131                   | Luce Bourbeau (CAN)     | DNF-2                 |
| 132                   | Morgane Coston (FRA)    | DNF-2                 |
| 133                   | Kerry Jonker (RSA)      | 67.                   |
| 135                   | Callie Swan (CAN)       | DNF-1                 |
| 136                   | Balladyne Tritsch (FRA) | DNF-2                 |

| Schweiz SUI | Schweiz SUI       | Schweiz SUI |
| ----------- | ----------------- | ----------- |
| Nr.         | Rytter            | Placering   |
| 141         | Linda Indergand   | 16.         |
| 142         | Sina Frei         | 10.         |
| 143         | Caroline Baur     | 27.         |
| 144         | Alessandra Keller | 38.         |
| 145         | Jolanda Neff      | 4.          |
| 146         | Aline Seitz       | 62.         |

| BeCycling Regional Team ___ | BeCycling Regional Team ___ | BeCycling Regional Team ___ |
| --------------------------- | --------------------------- | --------------------------- |
| Nr.                         | Rytter                      | Placering                   |
| 151                         | Ronja Blöchlinger (SUI)     | 51.                         |
| 152                         | Nicole Koller (SUI)         | 30.                         |
| 153                         | Lara Krähemann (SUI)        | 31.                         |
| 154                         | Annika Liehner (SUI)        | 49.                         |
| 155                         | Andrea Waldis (SUI)         | 29.                         |
| 156                         | Linda Zanetti (SUI)         | 33.                         |

| Velo 67 ___ | Velo 67 ___            | Velo 67 ___ |
| ----------- | ---------------------- | ----------- |
| Nr.         | Rytter                 | Placering   |
| 161         | Jutta Stienen (SUI)    | 73.         |
| 162         | Judith Gerber (SUI)    | 75.         |
| 163         | Michelle Schätti (SUI) | DNF-1       |
| 164         | Daniela Schwarz (SUI)  | 69.         |
| 165         | Michelle Stark (SUI)   | 71.         |
| 166         | Aglaia Forrer (SUI)    | DNF-2       |

| Trek-Segafredo TFS | Trek-Segafredo TFS                   | Trek-Segafredo TFS |
| ------------------ | ------------------------------------ | ------------------ |
| Nr.                | Rytter                               | Placering          |
| 1                  | Lizzie Deignan (GBR)                 | 1.                 |
| 2                  | Lucinda Brand (NED)                  | 6.                 |
| 3                  | Audrey Cordon-Ragot (FRA) (landevej) | 36.                |
| 4                  | Elynor Bäckstedt (GBR)               | 72.                |
| 5                  | Letizia Paternoster (ITA)            | 58.                |
| 6                  | Trixi Worrack (GER)                  | 50.                |

| Canyon-SRAM Racing CSR | Canyon-SRAM Racing CSR         | Canyon-SRAM Racing CSR |
| ---------------------- | ------------------------------ | ---------------------- |
| Nr.                    | Rytter                         | Placering              |
| 11                     | Elise Chabbey (SUI) (landevej) | 2.                     |
| 12                     | Hannah Barnes (GBR)            | 14.                    |
| 13                     | Ella Harris (NZL)              | 40.                    |
| 14                     | Mikayla Harvey (NZL)           | 5.                     |
| 15                     | Hannah Ludwig (GER)            | 35.                    |
| 16                     | Alexis Ryan (USA)              | 18.                    |

| FDJ-Nouvelle Aquitaine-Futuroscope FDJ | FDJ-Nouvelle Aquitaine-Futuroscope FDJ | FDJ-Nouvelle Aquitaine-Futuroscope FDJ |
| -------------------------------------- | -------------------------------------- | -------------------------------------- |
| Nr.                                    | Rytter                                 | Placering                              |
| 21                                     | Stine Borgli (NOR)                     | 34.                                    |
| 22                                     | Eugénie Duval (FRA)                    | 17.                                    |
| 23                                     | Clara Copponi (FRA)                    | 56.                                    |
| 24                                     | Victorie Guilman (FRA)                 | 42.                                    |
| 25                                     | Marie Le Net (FRA)                     | 24.                                    |
| 26                                     | Jade Wiel (FRA)                        | 60.                                    |

| Ceratizit-WNT Pro Cycling WNT | Ceratizit-WNT Pro Cycling WNT   | Ceratizit-WNT Pro Cycling WNT |
| ----------------------------- | ------------------------------- | ----------------------------- |
| Nr.                           | Rytter                          | Placering                     |
| 31                            | Laura Asencio (FRA)             | 32.                           |
| 32                            | Franziska Brauße (GER)          | 59.                           |
| 33                            | Maria Giulia Confalonieri (ITA) | 21.                           |
| 34                            | Sarah Rijkes (AUT)              | 66.                           |
| 35                            | Erica Magnaldi (ITA)            | 9.                            |
| 36                            | Lara Vieceli (ITA)              | 54.                           |

| Alé BTC Ljubljana ALE | Alé BTC Ljubljana ALE   | Alé BTC Ljubljana ALE |
| --------------------- | ----------------------- | --------------------- |
| Nr.                   | Rytter                  | Placering             |
| 41                    | Marlen Reusser (SUI)    | 3.                    |
| 42                    | Tatiana Guderzo (ITA)   | 8.                    |
| 43                    | Alessia Patuelli (ITA)  | DNF-2                 |
| 44                    | Marta Bastianelli (ITA) | 12.                   |
| 45                    | Anna Trevisi (ITA)      | 25.                   |

| Valcar-Travel & Service VAL | Valcar-Travel & Service VAL | Valcar-Travel & Service VAL |
| --------------------------- | --------------------------- | --------------------------- |
| Nr.                         | Rytter                      | Placering                   |
| 51                          | Martina Alzini (ITA)        | 55.                         |
| 52                          | Alice Maria Arzuffi (ITA)   | 20.                         |
| 53                          | Eleonora Gasparrini (ITA)   | 22.                         |
| 54                          | Barbara Malcotti (ITA)      | 48.                         |
| 55                          | Federica Piergiovanni (ITA) | 44.                         |
| 56                          | Elena Pirrone (ITA)         | 45.                         |

| A.R. Monex Women's ASA | A.R. Monex Women's ASA        | A.R. Monex Women's ASA |
| ---------------------- | ----------------------------- | ---------------------- |
| Nr.                    | Rytter                        | Placering              |
| 62                     | Ariadna Gutiérrez (MEX)       | 43.                    |
| 63                     | Katia Ragusa (ITA)            | 19.                    |
| 65                     | Maria Vittoria Sperotto (ITA) | 68.                    |
| 66                     | Jade Teolis (FRA)             | DNF-2                  |

| Parkhotel Valkenburg PHV | Parkhotel Valkenburg PHV | Parkhotel Valkenburg PHV |
| ------------------------ | ------------------------ | ------------------------ |
| Nr.                      | Rytter                   | Placering                |
| 71                       | Nina Buysman (NED)       | 15.                      |
| 72                       | Belle De Gast (NED)      | 61.                      |
| 73                       | Femke Gerritse (NED)     | 47.                      |
| 74                       | Pien Limpens (NED)       | 39.                      |
| 75                       | Marit Raaijmakers (NED)  | 37.                      |
| 76                       | Julia Van Bokhoven (NED) | 64.                      |

| Stade Rochelais Charente-Maritime CMW | Stade Rochelais Charente-Maritime CMW | Stade Rochelais Charente-Maritime CMW |
| ------------------------------------- | ------------------------------------- | ------------------------------------- |
| Nr.                                   | Rytter                                | Placering                             |
| 81                                    | Noémie Abgrall (FRA)                  | DNF-2                                 |
| 82                                    | Coralie Demay (FRA)                   | 53.                                   |
| 83                                    | Séverine Eraud (FRA)                  | DNF-1                                 |
| 85                                    | Melanie Maurer (SUI)                  | DNS-2                                 |
| 86                                    | Noemi Rüegg (SUI)                     | 28.                                   |

| Cogeas-Mettler-Look Pro Cycling Team CGS | Cogeas-Mettler-Look Pro Cycling Team CGS | Cogeas-Mettler-Look Pro Cycling Team CGS |
| ---------------------------------------- | ---------------------------------------- | ---------------------------------------- |
| Nr.                                      | Rytter                                   | Placering                                |
| 91                                       | Hannah Buch (GER)                        | 70.                                      |
| 92                                       | Tamara Dronova-Balabolina (RUS)          | 23.                                      |
| 93                                       | Ajgul Garejeva (RUS)                     | 52.                                      |
| 94                                       | Thalea Mäder (GER)                       | DNF-1                                    |
| 96                                       | Olga Sabelinskaja (UZB)                  | 11.                                      |

| World Cycling Centre WCC | World Cycling Centre WCC  | World Cycling Centre WCC |
| ------------------------ | ------------------------- | ------------------------ |
| Nr.                      | Rytter                    | Placering                |
| 101                      | Antri Christoforou (CYP)  | DNF-2                    |
| 102                      | Nicole Hanselmann (SUI)   | 65.                      |
| 103                      | Małgorzata Jasińska (POL) | 46.                      |
| 104                      | Tereza Neumanová (CZE)    | 13.                      |
| 105                      | Luciana Roland (ARG)      | DNF-1                    |
| 106                      | Alessia Vigilia (ITA)     | 63.                      |

| Andy Schleck-CP NVST-Immo Losch ASC | Andy Schleck-CP NVST-Immo Losch ASC | Andy Schleck-CP NVST-Immo Losch ASC |
| ----------------------------------- | ----------------------------------- | ----------------------------------- |
| Nr.                                 | Rytter                              | Placering                           |
| 111                                 | Michelle Andres (SUI)               | 74.                                 |
| 112                                 | Fabienne Buri (SUI)                 | DNF-2                               |
| 113                                 | Georgia Danford (AUS)               | DNF-2                               |
| 114                                 | Désirée Ehrler (SUI)                | DNF-2                               |
| 115                                 | Léna Mettraux (SUI)                 | 57.                                 |
| 116                                 | Sandra Weiss (SUI)                  | DNF-2                               |

| Aromitalia-Basso Bikes-Vaiano VAI | Aromitalia-Basso Bikes-Vaiano VAI | Aromitalia-Basso Bikes-Vaiano VAI |
| --------------------------------- | --------------------------------- | --------------------------------- |
| Nr.                               | Rytter                            | Placering                         |
| 121                               | Letizia Borghesi (ITA)            | 7.                                |
| 122                               | Inga Čilvinaitė (LTU)             | 41.                               |
| 123                               | Rasa Leleivytė (LTU)              | 26.                               |
| 124                               | Giulia Marchesini (ITA)           | DNF-2                             |
| 125                               | Valentina Scandolara (ITA)        | DNF-2                             |
| 126                               | Gemma Sernissi (ITA)              | DNF-2                             |

| Macogep Tornatech MTG | Macogep Tornatech MTG   | Macogep Tornatech MTG |
| --------------------- | ----------------------- | --------------------- |
| Nr.                   | Rytter                  | Placering             |
| 131                   | Luce Bourbeau (CAN)     | DNF-2                 |
| 132                   | Morgane Coston (FRA)    | DNF-2                 |
| 133                   | Kerry Jonker (RSA)      | 67.                   |
| 135                   | Callie Swan (CAN)       | DNF-1                 |
| 136                   | Balladyne Tritsch (FRA) | DNF-2                 |

| Schweiz SUI | Schweiz SUI       | Schweiz SUI |
| ----------- | ----------------- | ----------- |
| Nr.         | Rytter            | Placering   |
| 141         | Linda Indergand   | 16.         |
| 142         | Sina Frei         | 10.         |
| 143         | Caroline Baur     | 27.         |
| 144         | Alessandra Keller | 38.         |
| 145         | Jolanda Neff      | 4.          |
| 146         | Aline Seitz       | 62.         |

| BeCycling Regional Team ___ | BeCycling Regional Team ___ | BeCycling Regional Team ___ |
| --------------------------- | --------------------------- | --------------------------- |
| Nr.                         | Rytter                      | Placering                   |
| 151                         | Ronja Blöchlinger (SUI)     | 51.                         |
| 152                         | Nicole Koller (SUI)         | 30.                         |
| 153                         | Lara Krähemann (SUI)        | 31.                         |
| 154                         | Annika Liehner (SUI)        | 49.                         |
| 155                         | Andrea Waldis (SUI)         | 29.                         |
| 156                         | Linda Zanetti (SUI)         | 33.                         |

| Velo 67 ___ | Velo 67 ___            | Velo 67 ___ |
| ----------- | ---------------------- | ----------- |
| Nr.         | Rytter                 | Placering   |
| 161         | Jutta Stienen (SUI)    | 73.         |
| 162         | Judith Gerber (SUI)    | 75.         |
| 163         | Michelle Schätti (SUI) | DNF-1       |
| 164         | Daniela Schwarz (SUI)  | 69.         |
| 165         | Michelle Stark (SUI)   | 71.         |
| 166         | Aglaia Forrer (SUI)    | DNF-2       |